# Berberis crassilimba
Berberis crassilimba är en berberisväxtart som beskrevs av Cheng Yih Wu och S.Y. Bao. Berberis crassilimba ingår i släktet berberisar, och familjen berberisväxter. Inga underarter finns listade i Catalogue of Life.